# Der gezähmte Widerspenstige
Der gezähmte Widerspenstige (Il bisbetico domato) ist eine italienische Filmkomödie mit Adriano Celentano und Ornella Muti in den Hauptrollen.

## Handlung
Der sportliche und wohlhabende, aber misanthropische Winzer Elia kommt besser mit seinen Tieren und der Weinherstellung zurecht, als mit den Menschen in seiner Umgebung. So überredet er einen Schwarm Krähen dazu, sich von den Feldern eines Nachbarn fernzuhalten und lieber die brach liegenden Felder eines in die Stadt abgewanderten Bauern heimzusuchen. Dem Nachbarn, der ihn verwundert ansieht, erklärt Elia, dass man mit Tieren durchaus reden kann. Es sind ja schließlich keine Menschen.
Zusätzlich ist der vierzigjährige Elia auch noch eigensinnig, starrköpfig und hat äußerst ungehobelte Manieren. Seine alten Freunde attestieren Elia einen miesen Charakter. Sie haben geheiratet, und bei allen war dies von Nachteil. Sie wurden kraftlos, haarlos oder schrumpften sogar. Mehrere Versuche seitens seiner Haushälterin, den Junggesellen zu verheiraten, schlugen fehl, weil sie von ihm absichtlich sabotiert wurden. Er möchte keine Frau im Haus haben, und seine eigenen erotischen Gefühle reagiert er mit Holzhacken ab.
Während eines Unwetters steht die attraktive Großstädterin Lisa vor seiner Haustür, welche eine Autopanne hat. Die junge Frau ist bei ihm ebenfalls nicht willkommen, da sie ihm lediglich als eine schicke Modepuppe erscheint. Er lässt sie notgedrungen übernachten, bemüht sich aber nach Kräften, sie loszuwerden. Lisa, die gerade ihre oberflächliche Beziehung zu ihrem Verlobten hinterfragt, ist verblüfft darüber, dass dieser Mann sie nicht nur nicht anbaggert, sondern sogar schnellstmöglich aus dem Haus haben will. Sie stellt sein bisheriges Leben auf den Kopf, denn sie, der gewöhnlich die Männer zu Füßen liegen, ist wild entschlossen, diesen ungehobelten Eigenbrötler zu erobern. Nur hat sie sich alles etwas zu leicht vorgestellt. Nachdem Lisa in einem feinen blauen Abendkleid die Treppe heruntergefallen ist, gibt sie vor, sich den rechten Fuß verstaucht zu haben, was sie an einer Abreise hindere und weshalb sie dringend das Bett hüten müsse. Als Elia das falsche Spiel der in Wirklichkeit unverletzten Großstädterin durchschaut, bindet er ein langes Seil an das Gestell des Gästebetts, in dem Lisa liegt, um mit seinem Traktor das rollende Bett mit der wütend protestierenden Lisa darin durch ein geöffnetes bodenlanges Fenster aus dem Haus und quer durch das ganze Dorf zu schleppen. Unter dem Gelächter der verdutzten Bürger setzt Elia damit die halb nackte Lisa öffentlich dem Spott der Leute aus.
Nachdem sich die beiden halbwegs versöhnt haben, arbeitet sie für mehrere Tage auf seinem Hof, und sie beginnt, den Panzer um sein Herz zu knacken. Als es jedoch intim zu werden beginnt, bekommt Elia kalte Füße und verbockt alles. Wütend darüber, lässt Lisa sich von ihrem Verlobten abholen. Nachdem Elia letztlich neben Lisa auch seine Haushälterin vergrault hat, hinterfragt er sein bisheriges Verhalten und versucht sich vergeblich einzureden, dass er allein glücklicher sei.
Elia trifft Lisa zusammen mit ihrem Verlobten bei einem Basketballspiel in Mailand wieder. Er spielt mit und kann dazu beitragen, dass er schließlich mit seiner Mannschaft das Spiel gewinnt, wobei er aber auch zu zweifelhaften (und illegalen) Mitteln greift. Nach anfänglichen Problemen bei der Liebeserklärung gesteht er ihr vor den anwesenden Zuschauern seine Liebe und macht ihr einen Heiratsantrag. Bei der Hochzeit erscheint auch die Haushälterin, welche sich besonders darüber freut, dass Elia doch noch eine Frau gefunden hat.

## Hintergrund
Der Film war die erste Zusammenarbeit von Ornella Muti und Adriano Celentano. Ein Jahr später entstand mit beiden Hauptdarstellern der ähnlich erfolgreiche Film Gib dem Affen Zucker.
Die Figur der Haushälterin Mamie ist angelehnt an die Figur der Mammy aus dem Film Vom Winde verweht, die von Hattie McDaniel gespielt wurde. Das Cabrio, das Lisa fährt, ist ein De Tomaso Longchamp Spyder. Für den Film wurde der Prototyp des Werkscabrios verwendet. Der Film spielte in Italien 2,1 Milliarden Lire ein, damals ca. 3,5 Mio. DM.

## Synchronisation
Es gibt zwei deutsche Synchronfassungen: Die erste Fassung von Thomas Danneberg wird bis heute in den üblichen Medien angeboten.
Die zweite Fassung vom DEFA-Studio für Synchronisation wurde in der DDR im Kino und im Fernsehen gezeigt. Seit 2016 ist eine Fassung mit beiden Synchronisationen in der Adriano Celentano – Collection, Vol. 1 (Koch Media GmbH) erhältlich.
Beide Fassungen unterscheiden sich deutlich in der Wortwahl. Die erste Fassung ist durch das typisch Danneberg’sche Schnodderdeutsch gekennzeichnet. In der DEFA-Fassung werden manche italienische Namen falsch ausgesprochen (z. B. wird Bergamo fälschlich auf der zweiten Silbe betont), allerdings orientiert sich die Übersetzung mehr am Original.
Beispiele:
- Ein Running Gag: „Quale è la risposta affermativa?“

1. „Ich will eine positive Antwort hören.“
2. „Wie lautet deine zustimmende Antwort?“

- Im Haus des Mannes mit Lungenentzündung: „La porta! --- Le scarpe! --- La finestra!“

1. „Elia, mach die Tür zu! Bist du wahnsinnig – mit den Schuhen übers Bett! Mach das Fenster zu! Das zieht wie Hechtsuppe. Was is’n los mit dir? Willst du mich umbringen?“
2. „Die Tür! --- Die Schuhe! --- Das Fenster!“

- Was Lisa zu rauchen bekommt: „cicoria“

1. „Schlafpulver“
2. „Thymian“

## Kritiken
- Prisma Online: Auch wenn das Lexikon des internationalen Films meint, dies sei ein „lieblos inszeniertes Celentano-Lustspiel, das durch dümmliche Synchronsprüche und übertriebenen Chauvinismus verärgert“, kann man dagegensetzen, dass es sowieso keinen gerechtfertigten Chauvinismus gibt und dass der Film genau diesen auf die Schippe nimmt. Außerdem ist dies eine erfrischende Variation von Shakespeares „Der Widerspenstigen Zähmung“.

## Filmmusik
- Adriano Celentano: Innamorata Incavolata A Vita
- Die Gruppe Clown: La Pigiatura, Step on Dynamite